# Étoile à mercure et manganèse

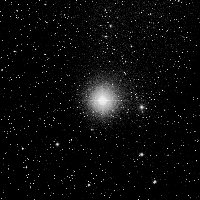
α Andromedae, une étoile à mercure et manganèse.

Une étoile à mercure et manganèse, ou étoile HgMn, est un type d’étoile chimiquement particulière dont le spectre est caractérisé par une forte raie d'absorption du mercure ionisé une fois (Hg+). Ces étoiles sont de type spectral B8, B9 ou A0 avec deux traits distinctifs :
- leur champ magnétique est faible,
- leur atmosphère présente une surabondance en manganèse Mn, phosphore P, gallium Ga, strontium Sr, yttrium Y, zirconium Zr, platine Pt et mercure Hg.

Leur vitesse de rotation est relativement faible, avec en conséquence une atmosphère plutôt calme. 
Les étoiles suivantes, visibles à l'œil nu, sont de ce type :
| Désignation de Bayer ou de Flamsteed | Type spectral | Magnitude apparente |
| ------------------------------------ | ------------- | ------------------- |
| α Andromedae                         | B8IVmnp       | 2,06                |
| γ Corvi                              | B8III         | 2,59                |
| 20 Tauri                             | B8III         | 3,87                |
| χ Lupi                               | B9IV          | 3,96                |
| γ Canis Majoris                      | B8II          | 4,10                |
| φ Herculis                           | B9mnp         | 4,23                |
| π1 Bootis                            | B9p           | 4,91                |
| ι Coronae Borealis                   | A0p           | 4,98                |
| κ Cancri A                           | B8IIImnp      | 5,24                |
| β Capricorni B                       | B9,5III/IV    | 6,10                |

À titre d'exemple, la composante principale de l'étoile binaire φ Herculis présente, dans ses couches superficielles, un appauvrissement en aluminium Al et une nette surabondance en scandium Sc, chrome Cr, manganèse Mn, zinc Zn, gallium Ga, strontium Sr, yttrium Y, zirconium Zr, baryum Ba, cérium Ce et mercure Hg.